# ヒガシダイヤガラガラヘビ
ヒガシダイヤガラガラヘビ（学名：Crotalus adamanteus）は、クサリヘビ科ガラガラヘビ属に分類されるヘビ。特定動物。

## 分布
アメリカ合衆国（アラバマ州、サウスカロライナ州、ジョージア州、ノースカロライナ州、フロリダ州、ミシシッピ州、ルイジアナ州）固有種

## 形態
全長1.1〜1.7m、最大全長2.4mとガラガラヘビ属および北アメリカ大陸に分布するクサリヘビ科では最大種。体色は黄色や褐色。背面には中央部が明色の黒い菱形（ダイヤモンド形）の斑紋が並び、和名や英名（diamondback＝ダイヤモンドの背中）の由来になっている。
出産直後の幼蛇の全長は30-36cm。

### 毒
毒性は強力な出血毒であり、量も非常に多く北米で最も危険な毒蛇と言われる。

## 生態
乾燥した森林等に生息する。夜行性で、昼間は木の根元や他の動物が掘った巣穴等で休む。
食性は動物食で、哺乳類（ウサギ目、ネズミ目）、鳥類等を食べる。
繁殖形態は卵胎生で、1回に7-21頭の幼蛇を産む。

## 人間との関係
開発による生息地の破壊、毒蛇としての駆除等により生息数は減少している。
大型種のため毒の量が多く、人間が噛まれると激しく痛み最悪の場合は死に至る。しかし血清が普及しているため、現在は生息地において本種に咬まれて命を落とすことは少ない。
米国でのヘビ咬傷被害者の大半が、本種とニシダイヤガラガラヘビによるものとされている。